# Візит у Ковалівку
«Візит у Ковалівку» (рос. «Визит в Ковалёвку») — український радянський художній фільм-драма 1980 року режисера Анатолія Буковського.

## Сюжет
В село Ковалівку до голови колгоспу Любомира Козачини приїжджає з Саратова його однополчанин, який врятував йому життя на полі бою, письменник Олександр Стрельников. У розпал святкування з'ясовується, що сталася помилка: події, про які згадують фронтовики, дійсно мали місце в житті кожного з них, але Стрельников врятував іншого бійця і вже після того, як Козачина потрапив до шпиталю…

## У ролях
- Володимир Трошин — Олександр Стрельников
- Ніна Антонова — Ірина Стрельникова
- Ірина Довганич — Грушенька Стрельникова
- Альоша Варвашеня — Юрка Стрельников
- Віктор Мірошниченко — Любомир Козачина
- Людмила Алфімова — Оксана Козачина
- Ірина Березіна — Любка Козачина
- Анатолій Калиновський — Петро Козачина
- Сергій Калиновський — Дмитро Козачина
- Володимир Волков — Хома Глущенко
- Федір Панасенко — Кузьма Глущенко
- Наталія Наум — Параска Глущенко
- Сергій Подгорний — Гришка Глущенко
- Ервін Кнаусмюллер — Епізод